# Lengenfeld unterm Stein

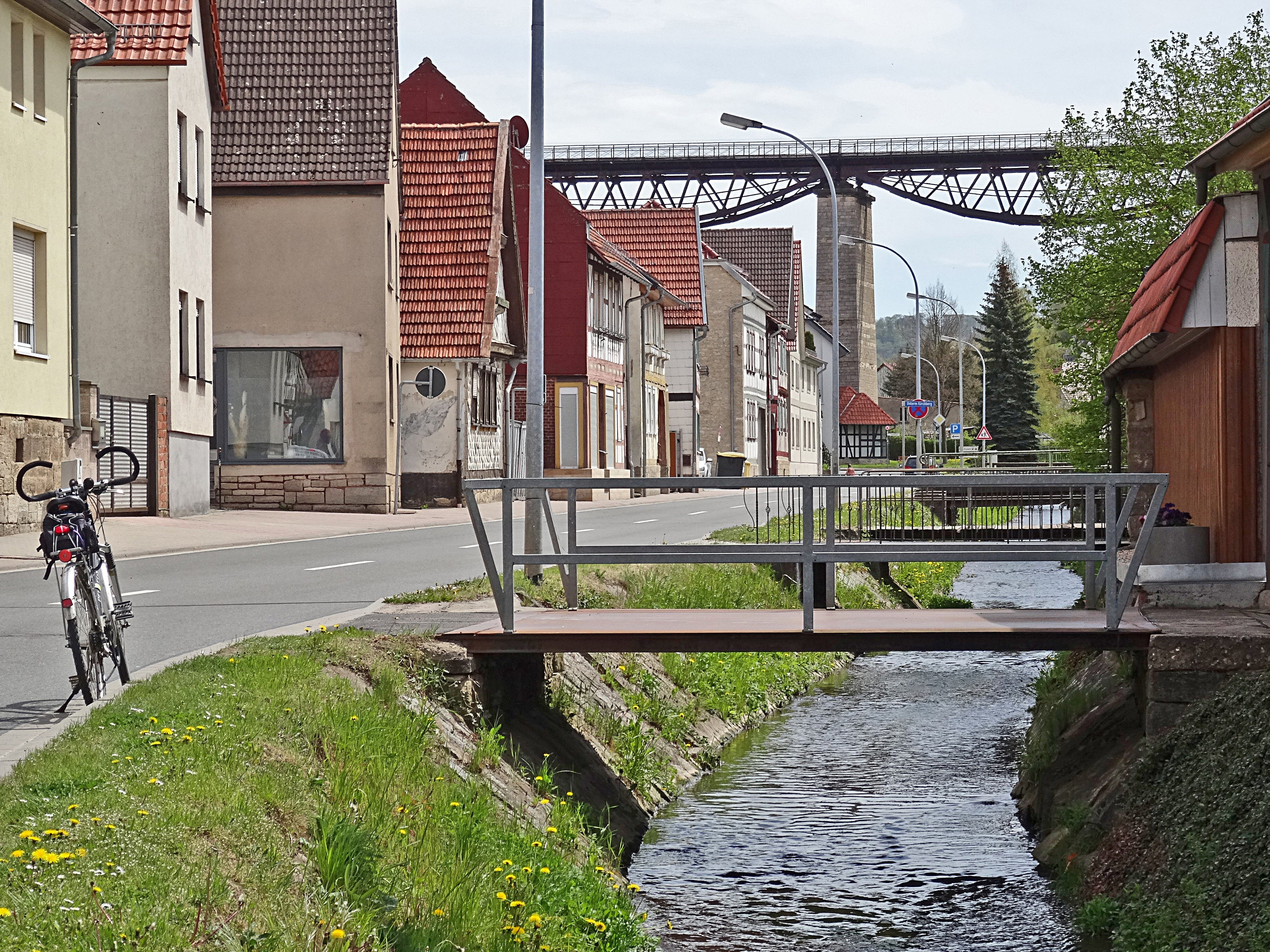
Frieda und Viadukt der Kanonenbahn

Lengenfeld unterm Stein (auch verkürzend Lengenfeld/Stein) ist ein Dorf im Unstrut-Hainich-Kreis in Thüringen. Lengenfeld/Stein ist im Naturpark Eichsfeld-Hainich-Werratal gelegen. Der Ort wird aus historischen Gründen dem Obereichsfeld zugerechnet. Seit dem 1. Dezember 2011 ist die vormals selbständige Gemeinde ein Ortsteil der Landgemeinde Südeichsfeld.

## Geografie

### Lage
Lengenfeld unterm Stein liegt an der hessisch-thüringischen Landesgrenze am Oberlauf der Frieda, einem rechtsseitigen Nebenfluss der Werra. Der Ort befindet sich etwa 15 Kilometer westlich der Kreisstadt Mühlhausen. Charakteristisch für den Ort ist seine Lage in einem Tal, umgeben von steil aufragenden und von Muschelkalk-Felsen gekrönten Hügeln. Der niedrigste Punkt der Ortslage befindet sich mit etwa 230 m ü. NN im Friedatal westlich von Lengenfeld. Die höchste Erhebung ist der 476,6 m hohe Kälberberg im Osten. Weitere Erhebungen sind der Stein (457,3 m ü. NN) im Südosten, der Dünberg (445,4 m) im Süden, der Walperbiel (450,5 m ü. NN) im Norden und der Schlossberg (401,9 m ü. NN) im Nordwesten.

### Nachbarorte
Die Nachbargemeinden der früher selbstständigen Gemeinde waren im Norden Effelder (Landkreis Eichsfeld, 4 km entfernt), im Osten Struth (Landkreis Eichsfeld, 6 km), im Südosten Faulungen (Unstrut-Hainich-Kreis, 3 km), im Süden Hildebrandshausen (Unstrut-Hainich-Kreis, 2 km) und im Westen Geismar (Landkreis Eichsfeld, 5 km).

## Geschichte

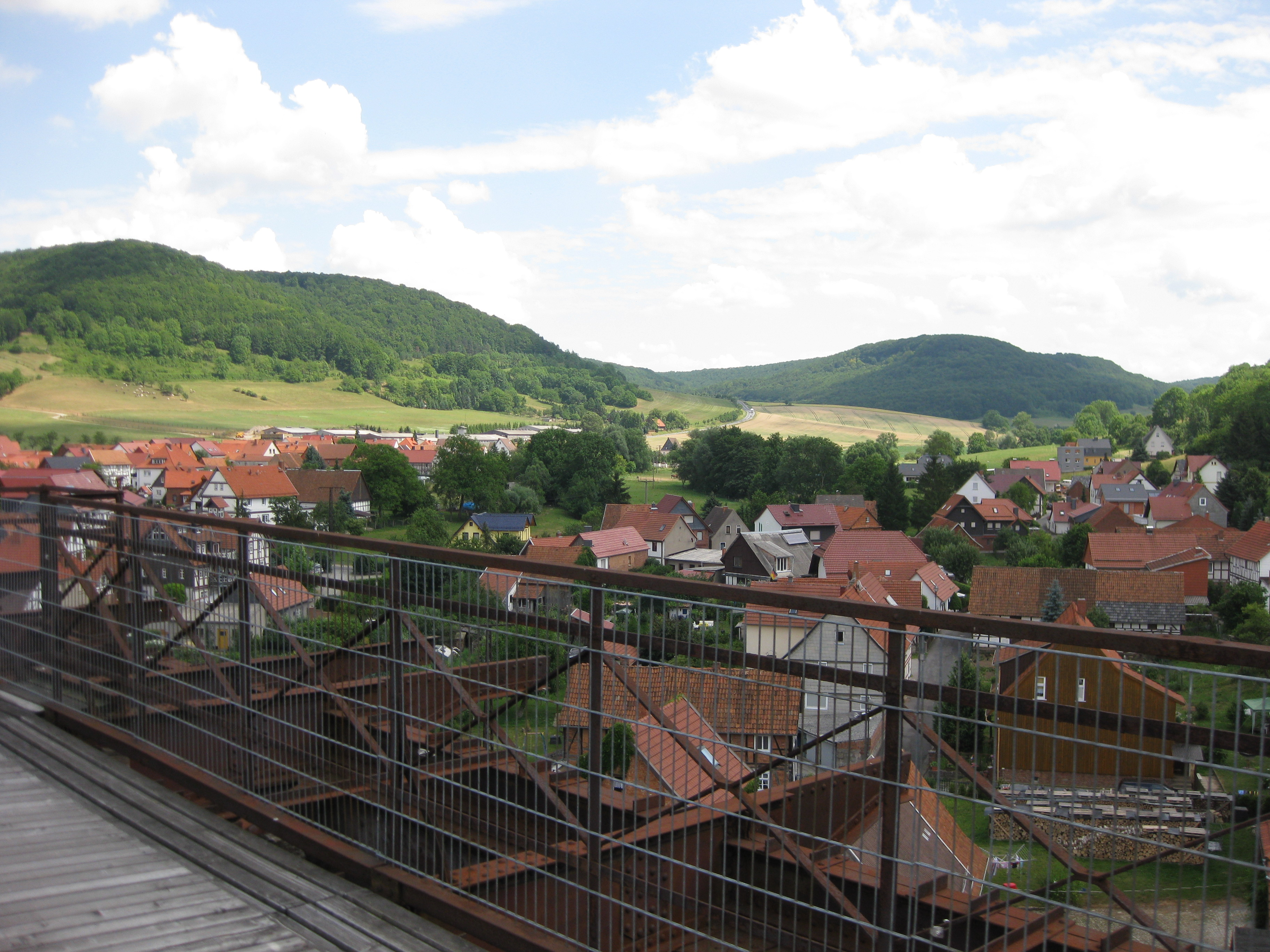
Blick vom Eisenbahnviadukt auf die südöstliche Ortslage von Lengenfeld

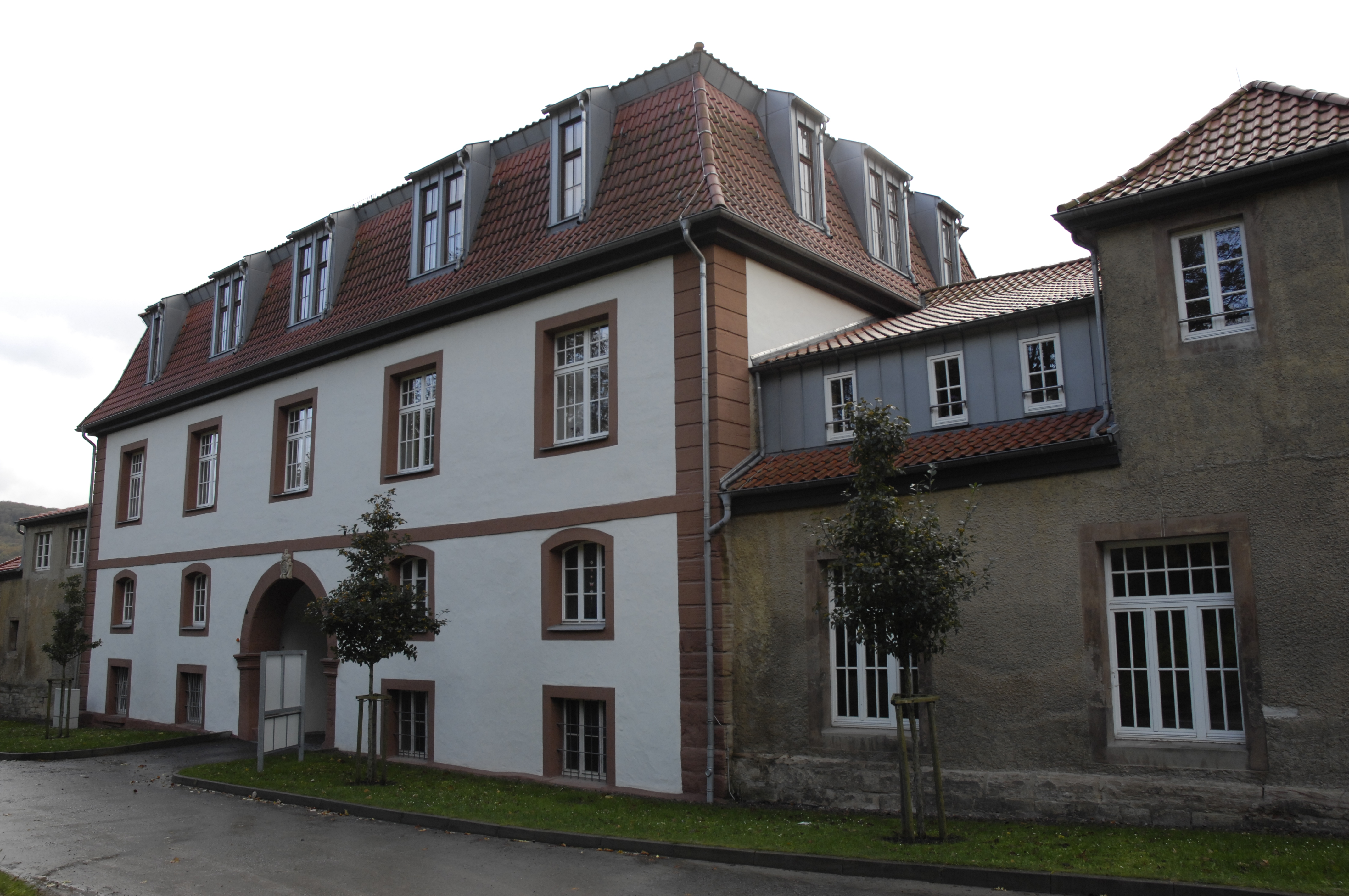
Schloss Bischofstein in Lengenfeld unterm Stein

Lengenfeld unterm Stein wurde im Jahr 1302 erstmals urkundlich erwähnt. Die Nennung eines Lengefelds 897 bezieht sich mit eindeutiger Sicherheit auf das nur wenige Kilometer östlich bei Mühlhausen gelegene Lengefeld. 1315 wird in einer Mühlhäuser Urkunde als Zeuge ein Henricus in Lengeveld in via lapida (Stein) genannt.
Der Name des Ortes bedeutet langes Feld unter der Burg Stein. Lengenfeld gehörte bis 1802 zu Kurmainz und kam dann an Preußen. Von 1807 bis 1815 war es Teil des Königreichs Westphalen, um dann wieder an Preußen zurückzufallen.
Das Dorf zählte um 1840 laut einer statistischen Untersuchung 1283 katholische und 6 evangelische Einwohner. An erster Stelle wird das Schloss Bischofstein als Domänen-Gut des Herrn Müller erwähnt. Es wurde in Erbpacht verwaltet. Es wurden 160 Wohnhäuser, 203 Stallungen und Scheunen, drei Gemeindehäuser sowie eine Schule erwähnt. Lediglich ein Lehrer unterrichtete gleichzeitig die schulpflichtigen 147 Knaben und 107 Mädchen. Die handwerkliche Weberei und Textilfertigung war im Eichsfeld weit verbreitet, in Lengenfeld fand man 47 Wolltuch-Webstühle und zwei für Leinentuch. Als sonstige Gewerbe- und Handwerksbetriebe nennt die Übersicht vier Schankwirtschaften, vier Musikanten, ein reisender Krämer, zwei Bäcker, ein Fleischer, acht Schuhmacher, ein Riemer, zwei Schneider, zwei Tischler, zwei Stellmacher, zwei Glaser, zwei Böttcher, drei Maurer, zwei Ziegeldecker, zwei Grobschmiede, zwei Schönfärber, zwei Weißbinder, zwei Besenbinder, drei Barbiere, ein Fellhändler, ein Lumpensammler, drei Gipsbrennereien und drei Kalkbrennereien, eine Bierbrauerei, ein Essigbrauer, vier Ölmühlen, vier Mahlmühlen. Man hatte auch elf Knechte und zwölf Mägde für alle anfallenden Dienste zur Verfügung. Zwölf Lebensmittelhändler (Victualienhändler) und versorgten die benötigten Lebensmittel von außerhalb. Diese Vielfalt ist für einen Landort sehr bemerkenswert und zeigt, dass Lengenfeld für die Nachbarorte als Dienstleistungszentrum und Versorgungsort von größerer Bedeutung war. Der gesamte Viehbestand umfasste 60 Pferde, 154 Rinder, 534 Schafe, 88 Ziegen und 104 Schweine. Die Dorfflur umfasste eine Fläche von 3728 Morgen, die landwirtschaftliche Nutzfläche umfasste davon 1492 Morgen Ackerland, 43 Morgen Gartenland. Ferner wurden 95 Morgen Wiese, 1834 Morgen Wald und 262 Morgen Brachland genannt. Der Ertrag der Felder wurde als schlecht bis gering eingeschätzt. Neben Obstanbau wurde auch Forellenzucht erwähnt.
Nach dem Zweiten Weltkrieg lag die Gemeinde bis zur deutschen Wiedervereinigung am Rande des Grenzsperrgebiets der DDR und gehörte zum Bezirk Erfurt. Seit 1990 gehört Lengenfeld unterm Stein zum neu gegründeten Bundesland Thüringen. Am 1. Dezember 2011 schloss sich die Gemeinde Lengenfeld unterm Stein mit drei weiteren Gemeinden zur neuen Landgemeinde Südeichsfeld zusammen.

## Bürgermeister
Der letzte ehrenamtliche Bürgermeister Augustin Dienemann wurde am 6. Juni 2010 wiedergewählt.

## Religion
In der Geschichte des Eichsfeldes begründet ist auch in Lengenfeld der größte Teil der Bevölkerung römisch-katholischer Konfession. Am 31. Dezember 2005 zählte der Ort 1.149 Katholiken, dies entspricht einem Bevölkerungsanteil von 87 %.

## Bildung
- In Lengenfeld unterm Stein gibt es das Käthe-Kollwitz-Gymnasium und die Käthe-Kollwitz-Grundschule.
- Auf dem Gelände der ehemaligen Hagemühle am westlichen Ortsrand wurde eine private Sportschule gegründet. Jugendtrainer Andreas Seipel hat mit viel Unterstützung des Sportvereins Blau-Weiss-Lengenfeld und mit der A-Trainerlizenz die Grundlage für dieses Jugendfußball-Trainingszentrum geschaffen.[8]

## Medien
Das Lengenfelder Echo ist eine seit 1999 wieder monatlich erscheinende Heimatschrift für die Gemeinde Lengenfeld unterm Stein. Das Blatt wurde in der ursprünglichen Form seit Oktober 1956 unter Leitung des Heimatforschers Lambert Rummel, des Ortschronisten Walther Fuchs und des Heimatdichters Heinrich Richwien herausgegeben und informierte über die geschichtliche Entwicklung des Ortes, Sehenswürdigkeiten und Volkskundliches aus dem Eichsfeld. Die Herausgeber mussten in den 1960er Jahren ihre Artikel von einer staatlichen Zensurbehörde überprüfen lassen, daher wurde das Erscheinen bald eingestellt.

## Kultur und Sehenswürdigkeiten

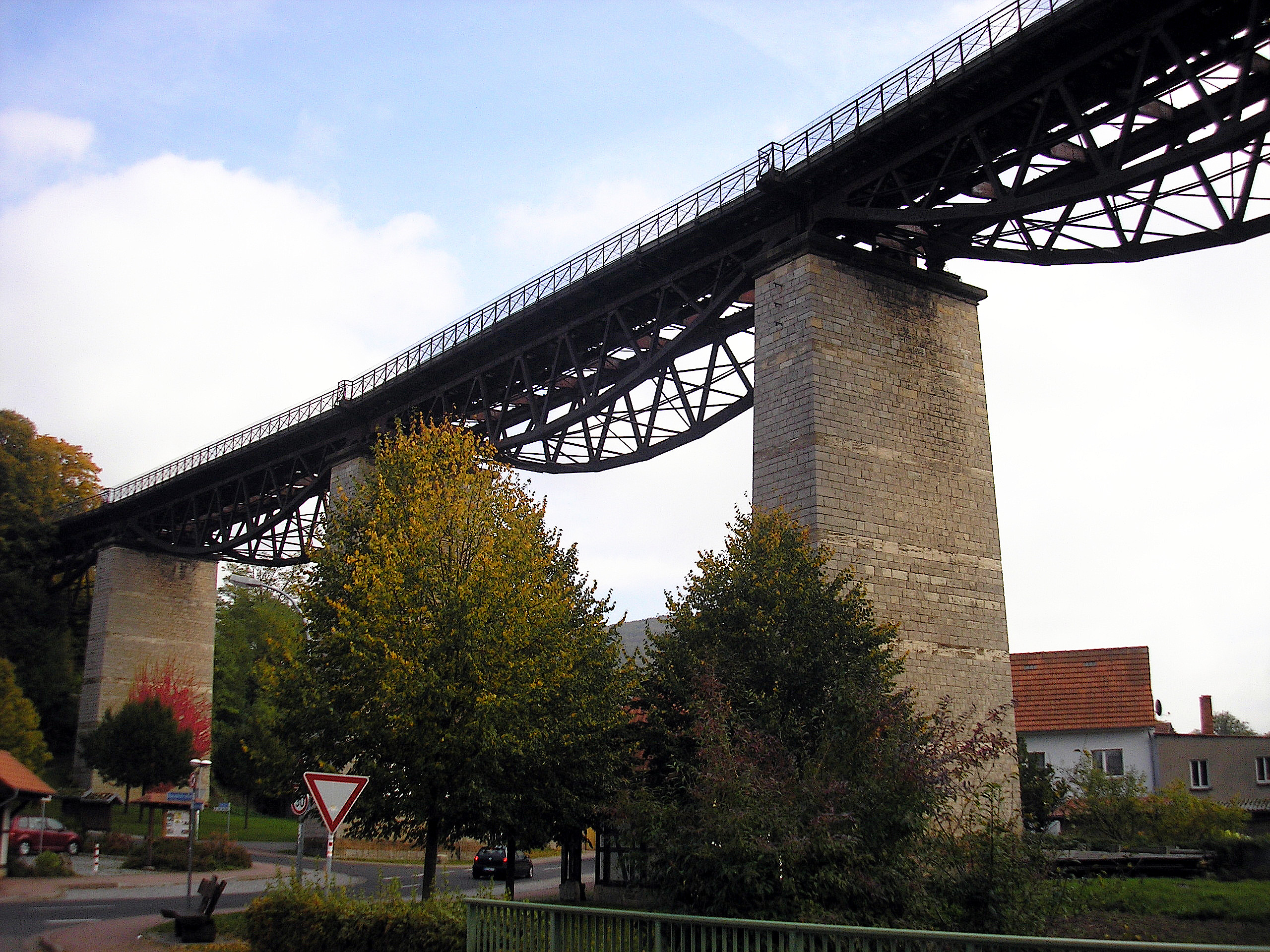
Der Eisenbahnviadukt im Ort

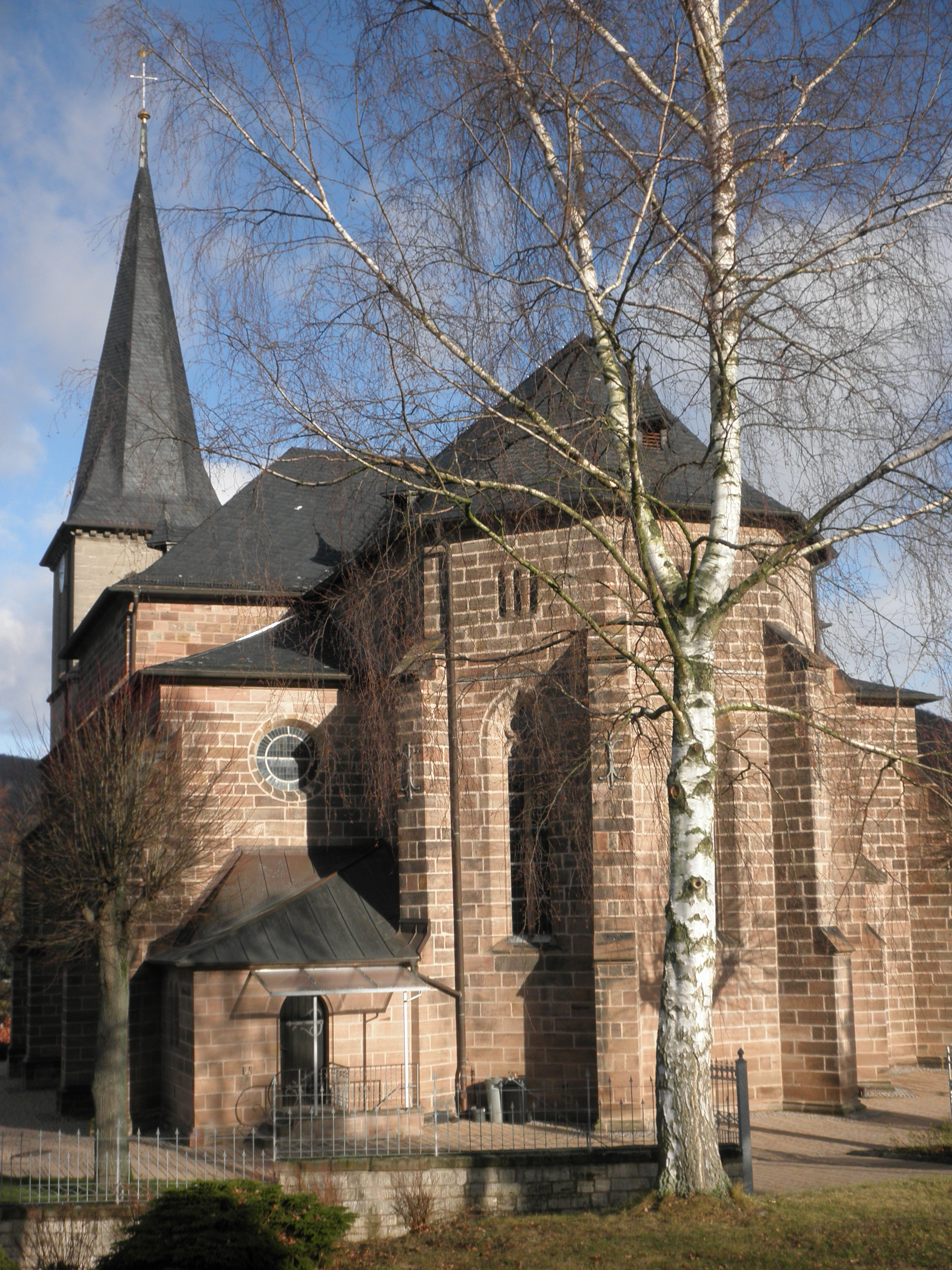
Kirche „Mariä Geburt“ in Lengenfeld

Bahnhof Lengenfeld unterm Stein

Bahnhof mit ehemaliger Laderampe und historischem Waggon

### Eisenbahnviadukt
Der Lengenfelder Viadukt, ein Eisenbahnviadukt der Bahnstrecke Leinefelde–Treysa, überspannt den Ort auf einer Länge von 237 Metern. Die Höhe der Gleise ist maximal 24 Meter über Grund. Der Bau der Bahnlinie Berlin – Metz erfolgte aus militärischen Gründen, daher gab man dieser strategischen Bahn den Beinamen Kanonenbahn. Nach der Einstellung des Bahnbetriebs Ende Dezember 1992 sollten der Viadukt und die Gleisanlagen demontiert werden. Dies konnte jedoch durch die Gründung eines Betreibervereins und die Ausweisung als Denkmal der Verkehrsgeschichte verhindert werden. Auf der Strecke betreibt der  Eichsfelder Kanonenbahnverein seit dem 15. Mai 2006 eine Fahrrad-Draisinenstrecke.

### Katholische Kirche
Der Neubau der katholischen Kirche Mariä Geburt auf dem Kirchberg im Süden des Ortes entstand im neugotischen Stil zwischen 1882 und 1884. Sie wurde am 11. August 1898 geweiht und ist Teil des Südeichsfelder Krippenweges. Unter den Malereien im Inneren sind speziell die Kreuzwegdarstellungen von Joseph Richwien herauszuheben. Die Orgel mit 26 klingenden Registern stammt von dem Orgelbauer Robert Knauf aus Bleicherode.

### Schloss Bischofstein
Das Schloss Bischofstein, ein Baudenkmal, befindet sich nördlich der Ortslage am Waldrand des Schloßberges. Der 1747 errichtete Barockbau wurde von 1907 bis 1942 als private Internatsschule und von 1948 bis 1989 als Erholungsheim genutzt. Auf dem Schloss lebte in den 1920er Jahren die Schriftstellerin Beate Bonus, eine Freundin der Künstlerin Käthe Kollwitz. Während des Zweiten Weltkrieges wohnte Käthe Kollwitz bis 1943 im Schloss, wodurch die Namen der Bildungseinrichtungen des Ortes (s. oben unter Bildung) eine besondere Begründung sowie einen engen Bezug erfahren.

### Menschenhöhle
Die sogenannte Menschenhöhle ist eine wenig bekannte, aber durch einen Wanderweg erschlossene Höhle im südöstlichen Hang des Dünberges, etwa ein Kilometer südlich der Ortslage Lengenfeld.

## Persönlichkeiten
- Christoph Mähler (* 11. April 1736, † 7. Mai 1814), katholischer Priester, Jesuit, bischöflicher Provikar und Stadtpfarrer in Speyer.
- Joseph Richwien (* 10. Januar 1912, † 6. Januar 1992), Kirchenmaler, besonders des Eichsfeldes. Ehrenbürger von Lengenfeld.
- Katja Georgi (* 28. August 1928, † 28. März 2022), Animationsfilm-Regisseurin
- Ulrich Fellmann (* 12. Mai 1935, † 15. Juni 2022), Bibliothekar
- David Gollnow (* 8. April 1989), Leichtathlet (400 m, 4 × 400 m, Hürden), Club: MTG Mannheim (vormals LG Stadtwerke München, TSV Erding), mehrfacher deutscher Meister

## Verkehr
Der Bahnhof Lengenfeld unterm Stein liegt an der Bahnstrecke Leinefelde–Treysa. Der Personenverkehr im Abschnitt Leinefelde–Geismar wurde zum 1. Januar 1993 eingestellt.

## Sonstiges
- Zwischenzeitlich war bei Postsendungen die genaue Schreibung des Ortsnamens als „Lengenfeld unterm Stein“ bzw. „Lengenfeld/Stein“ zu beachten, da dem etwa 20 km entfernten Ort Lengefeld bis Ende 2022 dieselbe Postleitzahl zugeteilt war.
- Als Zeugnisse eines derben Volkshumors bildeten sich bereits vor Jahrhunderten Besonderheiten des jeweiligen Dorfes charakterisierende Neck- und Spitznamen heraus. Demnach lebten hier im Ort die Lengenfelder Botterknoten – Butterknoten. Die Lengenfelder pflegten, als andernorts Packpapier längst gebräuchlich war, die Butter zum Markttag auf Rhabarberblättern feilzubieten und so dem Käufer auszuhändigen.[10]